# تپی مویلانن
تپی مویلانن (فنلاندی: Tepi Moilanen؛ زادهٔ ۱۲ دسامبر ۱۹۷۳) بازیکن فوتبال اهل فنلاند بود.
از باشگاه‌هایی که در آن بازی کرده‌است می‌توان به باشگاه فوتبال پرستون نورث اند، باشگاه فوتبال دارلینگتون، باشگاه فوتبال یارو، باشگاه فوتبال هارت آف میدلوتیان، باشگاه فوتبال ایلوس، و باشگاه فوتبال تامپره یونایتد اشاره کرد.
وی همچنین در تیم ملی فوتبال فنلاند بازی کرده‌است.